# Торговый дом Московского страхового общества
Торговый дом Московского страхового общества — здание в Москве, внутри Садового и Бульварного колец, по адресу Старая площадь, дом № 8, построенное в 1903 году.

## История
Здание Московского страхового общества и гостиницы «Боярский двор» построено в 1901—1903 годах архитектором Фёдором Шехтелем при участии Александра Галецкого.

24 сентября 1903 года газета «Новости дня» писала: 
«На Старой площади введено в эксплуатацию 5-этажное здание Московского страхового общества, построенное по проекту академика архитектуры Ф.О. Шехтеля. Фасад дома облицован глазурованным серо-зеленым кирпичом, главный вестибюль украшен витражом, изображающим Кремль при заходе солнца. Значительная часть здания сдана Богородско-Глуховской мануфактуре. Первые три этажа с подвалами рассчитаны на торговые помещения и конторы, четвертый и пятый – заняты гостиницей «Боярский двор» »
 Здание вытянулось вдоль Китайгородской стены. Со стороны площади можно было видеть только верхние этажи здания, поэтому Шехтель решил стилизовать дом под древнюю крепость. Здание как бы выглядывало из-за массивной древней стены.
Шехтель украсил только аттик и верхние этажи здания, эркеры, заканчивающиеся башенками, смотрелись как башни старинного замка, украшенного балконами и сползающей вниз лепниной. Заказчиком здания выступало Московское страховое от огня общество, комплекс объединял под одной крышей представительскую, торговую и биржевую деятельность. Здание должно было привлекать к себе внимание и быть визитной карточкой владельцев и арендаторов. МСОО было крупным заказчиком, из всех российских обществ страхования от огня оно имело самую мощную финансовую базу. Инициатором постройки выступил С. Т. Морозов, и значительная часть здания принадлежало Морозовской Богородско-Глуховской мануфактуре, которая являлась наиболее крупным хлопчатобумажным предприятием Московского края и нуждалось в представительстве в Москве. В 1901 году первая часть «Боярского двора» была сдана, и чистый доход от него составил более 42 тыс. рублей. Управляющим гостиницы стал Михаил Иванович Шерер, который с 1895 года был управляющим «Лоскутной» гостиницей на Тверской.

## Использование
- После постройки: Торговый дом Московского страхового общества.
- Гостиница «Боярский двор» (четвертый и пятый этажи); служебные помещения торгово-промышленных фирм.
- В 1920-е годы здание передано Народному комиссариату земледелия СССР.
- Позднее в здании расположился ЦК КПСС.
- На 2019 год в здании располагается Аппарат Президента РФ.

## Интересные факты
- «Боярский двор» стал одним из выдающихся интересных произведений архитектора Шехтеля — за него он был удостоен звания академика архитектуры.[источник не указан 786 дней]
- В 1914-1915 гг. в одном из номеров гостиницы останавливался Максим Горький, здесь его посещали Федор Шаляпин и Иван Бунин.[источник не указан 786 дней]
- В октябре 1941 года средняя часть дома была серьезно повреждена во время бомбардировки Москвы самолётами люфтваффе. При этом погиб выходивший из подъезда этого здания (которое на тот момент занимал ЦК ВКП(б)) драматург А.Н. Афиногенов.[источник не указан 786 дней]
- До Октябрьской революции в «Боярском дворе» неоднократно останавливался троицкий и ташкентский купец Муллагали Яушев, глава Торгового дома «Братья Яушевы»[3].